# Jean-Armand du Peyrer
 (28 juillet 2025).
Jean Armand du Peyrer, comte de Trois-Villes, dit « comte de Tréville », est un officier français né en 1598 à Oloron-Sainte-Marie (Béarn) et mort le 8 mai 1672 à Trois-Villes (Soule).
Il est devenu l'un des principaux personnages du roman d'Alexandre Dumas Les Trois Mousquetaires.

## Famille
Né à Oloron-Sainte-Marie, place du Marcadé en 1598, Jean Armand du Peyrer est le fils d'un marchand de cette ville. C'est son père, Jean de Peyré, qui introduit dans la famille le nom de Trois-Villes. En 1607, il achète en effet, près de Sauguis-Saint-Étienne, dans la vallée basque du pays de Soule, le domaine de Trois-Villes (Eliçabia et Casamajor) qui lui donne la noblesse, car, au Pays basque, elle s’attache à la terre. Et c’est ainsi qu’il acquiert le droit de s’estimer gentilhomme et de siéger parmi les gentilshommes de la vicomté de Soule.

## Biographie

### Ses débuts
En 1616, à l'âge de dix-sept ans, Jean Armand du Peyrer renonce au négoce pour les armes et part pour Paris. Il s'y engage comme cadet-gentilhomme dans les Gardes françaises. C’est comme mousquetaire que Tréville prend part au siège de La Rochelle, de 1627 à 1628, où il est blessé. Tréville a toute la confiance du roi Louis XIII. Il est nommé en 1634 capitaine de la Compagnie des Mousquetaires du Roi tout juste créée. Certaines de ses recrues célèbres de 1640 viennent directement ou indirectement de son entourage familial, par exemple :
- Athos, un de ses cousins à la mode de Bretagne ;
- Porthos, recommandé par François de Guillon, seigneur des Essarts et beau-frère de Tréville ; n'a pas de lien direct de parenté avec les autres.
- Henri d'Aramitz ou d'Aramits, modèle d'Aramis, est un de ses cousins germains.

### Mariage
Par son mariage avec Anne de Guillon des Essarts, le 23 février 1637, il reçoit une dot de 90 000 livres, qui va lui permettre d'acquérir la baronnie de Montory (Pays basque) et les droits de justice en Soule que le Trésor avait mis en adjudication. Cette dernière acquisition va contrarier les États de Soule, et créer des désordres qui se termineront dans le sang (c'est l'affaire Matalas).
De cette union, il aura deux fils : Armand Jean et Joseph Henry.

### De Richelieu à Mazarin
En 1642, éclate l’affaire de Cinq-Mars et François-Auguste de Thou. Louis XIII, on le sait surtout vers la fin de sa vie, n’aimait pas Richelieu, mais il ne pouvait s’en passer. Tout au roi, Tréville en partageait les sentiments. Connaissant cette aversion, Cinq-Mars, qui complotait contre Richelieu, vient sonder Tréville. Celui-ci lui répond qu’il ne s’est jamais mêlé d’assassiner personne. Toutefois, il laisse entendre que si le roi en juge ainsi, il obéira.
Richelieu découvre le complot et fait exécuter Cinq-Mars et de Thou. Il n’a pu impliquer Tréville dans la trame, mais comme il sait que ce dernier n’attendait qu’un ordre du roi, il ne peut tolérer un pareil adversaire. Il exige donc l’exil immédiat de Tréville. Le roi cède.
Le 4 décembre 1642, Richelieu meurt. Aussitôt, le roi rappelle le fidèle Tréville et lui rend le commandement de la compagnie des mousquetaires. Quelques mois plus tard, le 14 mai 1643, Louis XIII meurt à son tour.
Tréville perd son chef et protecteur. Pourtant, Anne d’Autriche, régente, pour récompenser le fidèle serviteur de son mari, érige en 1643 la seigneurie de Trois-Villes en comté. Les lettres d'érection nous informent sur tous les conflits et fronts où Tréville a été engagé : La Rochelle, Caen, Saint-Jean-d'Angély, Clérac, Montauban, Privas, Alès, Le Pas de Suze, Corbie, Arras, Nancy, la campagne du Roussillon avec la prise de Perpignan et Collioure.
Mais, entre le capitaine des mousquetaires et le nouveau ministre Mazarin ne tarde pas à s’établir un état de sourde animosité. Aussi, en 1646, ne parvenant pas à obtenir de Tréville qu’il cède de bon gré sa charge, que Mazarin voudrait attribuer à son neveu Mancini, le ministre fait-il dissoudre la Compagnie des Mousquetaires du Roi.

### Fin de carrière
La carrière militaire de Tréville est terminée, il n’a pas quarante-sept ans. Il entre dans une période de résistance passive, reste sourd aux appels de la Fronde, se consacre à son domaine basque et finit par accepter le poste de gouverneur du pays de Foix. Il est aussi nommé (mais non reçu) chevalier de l'Ordre du Saint-Esprit en 1658. Il fait édifier de 1660 à 1663 le château d'Eliçabéa à Trois-Villes, où il meurt en 1672.
Tréville laissa deux fils, tous deux morts sans postérité.

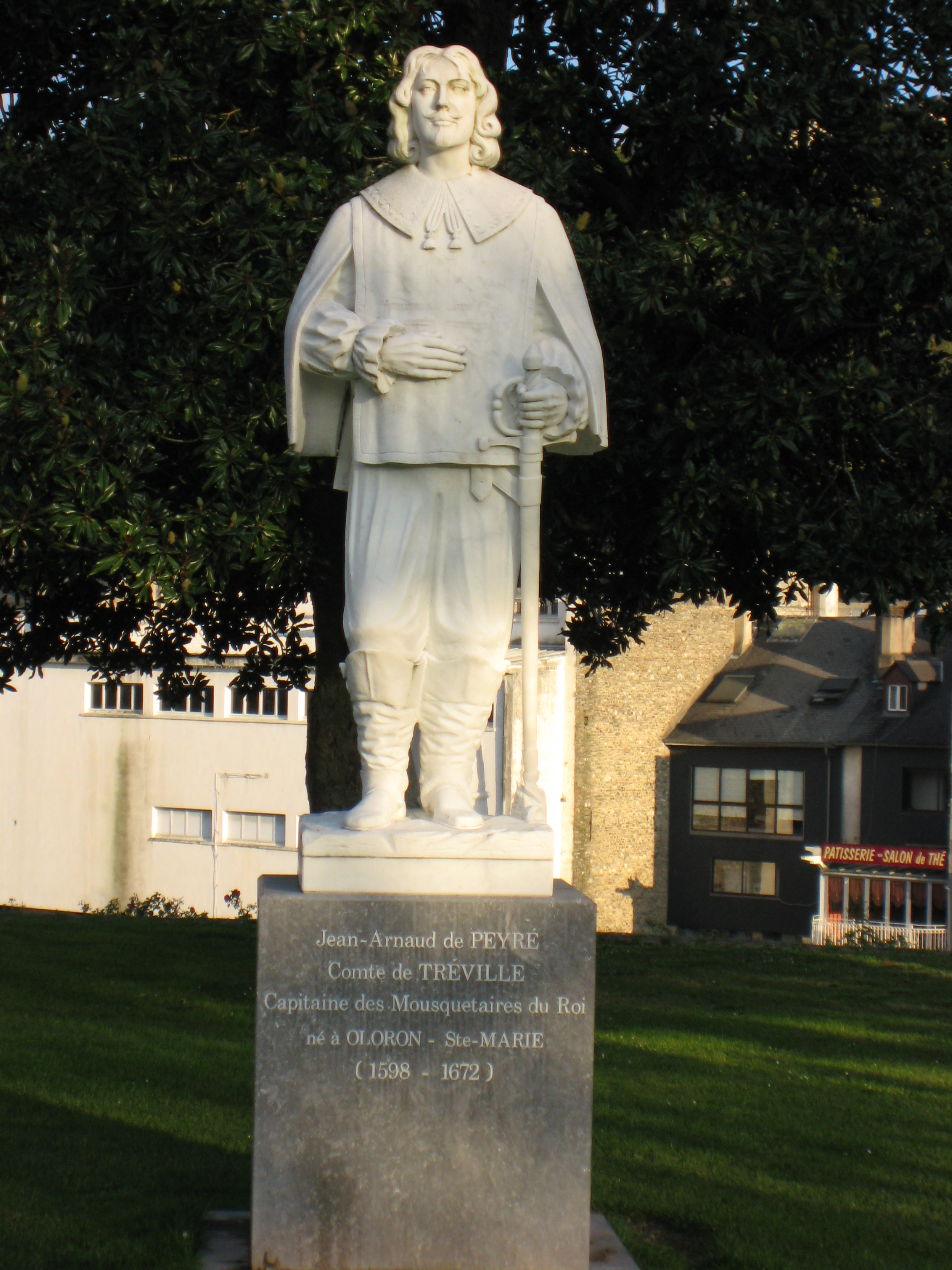
Statue à Oloron Sainte-Marie
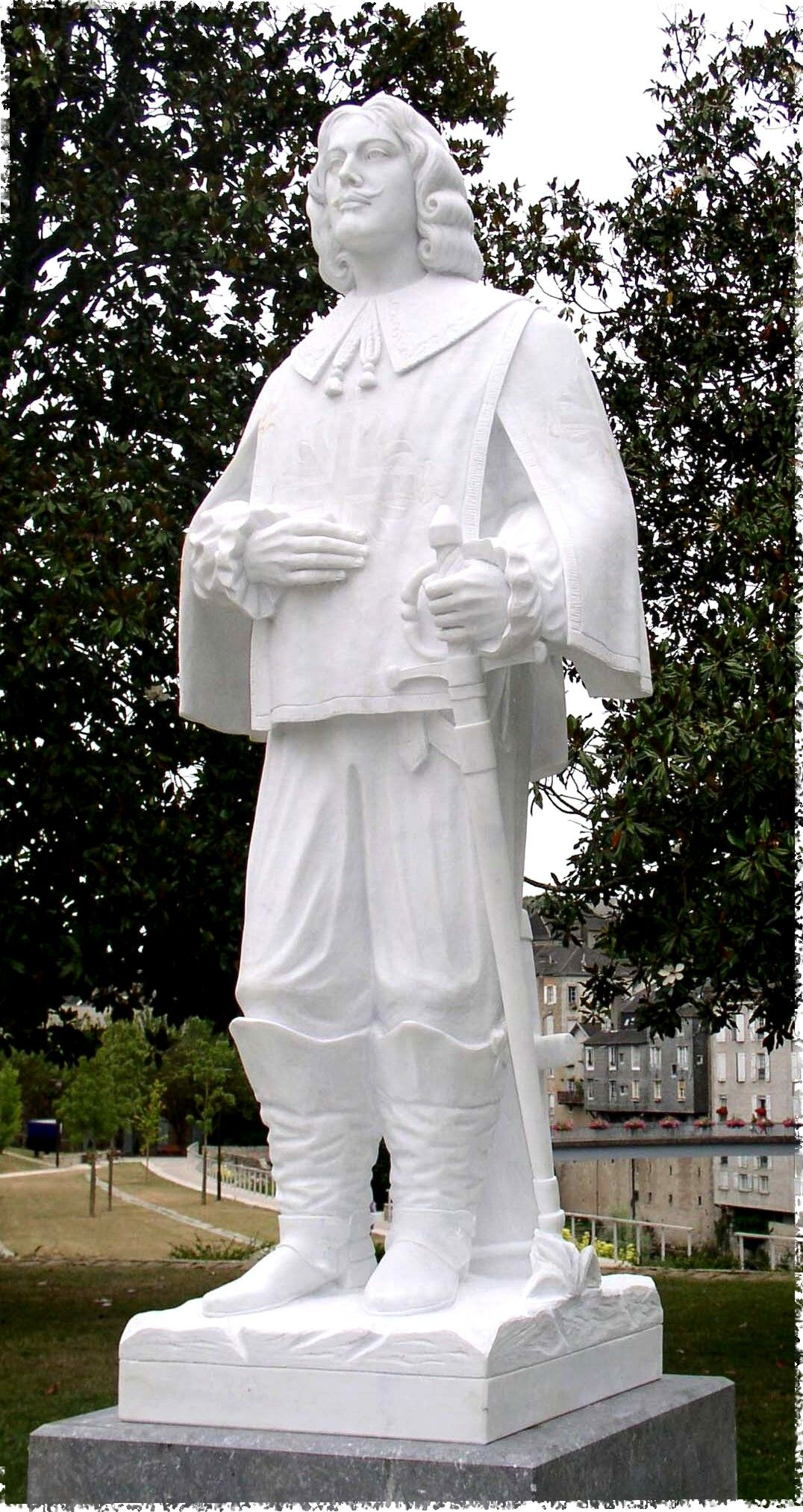
Statue de Tréville à Oloron sculptée par Francis Clertan
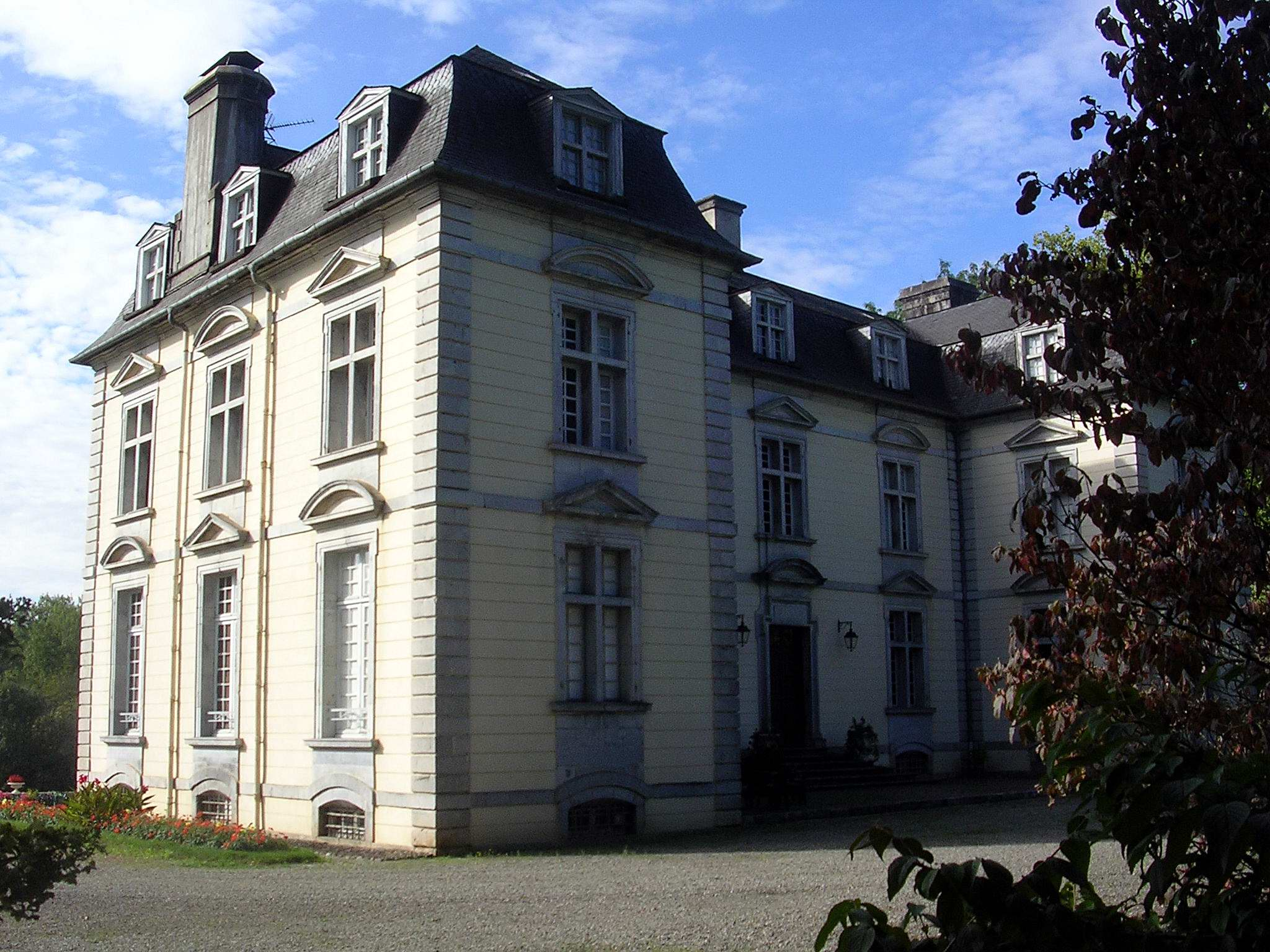
Le château d'Eliçabéa à Trois-Villes

## Postérité
Le parc d'activités de Tréville, situé sur les communes de Bondoufle, Vert-le-Grand et Plessis-Paté, abrite l'ensemble des directions des dix enseignes du groupe Intermarché, lui-même issu du groupement Les Mousquetaires, et porte ce nom à la fois en rapport avec le nom du groupement principal, et en l'honneur de du Peyrer.

## Cinéma et télévision
Le rôle de Tréville est interprété par :
- Maxime Desjardins dans Les Trois Mousquetaires (1921) ;
- Harry Baur dans Les Trois Mousquetaires (1932) ;
- Lumsden Hare dans Les Trois Mousquetaires (1935) ;
- Reginald Owen dans Les Trois Mousquetaires (1948) ;
- Félix Oudart dans Les Trois Mousquetaires (1953) ;
- Edmond Beauchamp dans Les Trois Mousquetaires (1959, téléfilm) ;
- Henri Nassiet dans Les Trois Mousquetaires (1961) ;
- Georges Wilson dans Les Trois Mousquetaires (1973) ;
- Lev Dourov dans D'Artagnan et les Trois Mousquetaires (1978) ;
- Hugo Speer dans Les Mousquetaires (The Musketeers) adapté pour la BBC par Adrian Hodges (en) (2014-2016) ;
- Marc Barbé dans le diptyque Les Trois Mousquetaires : D'Artagnan et Les Trois Mousquetaires : Milady (2023) de Martin Bourboulon.